# Falsoxanthalia bicoloripes
Falsoxanthalia bicoloripes is een keversoort uit de familie winterkevers (Tetratomidae). De wetenschappelijke naam van de soort werd in 1934 gepubliceerd door Maurice Pic.